# Wuzhou Dadao
Wuzhou Dadao (chiń. 五洲大道站) – stacja początkowa metra w Szanghaju, na linii 6. Zlokalizowana jest pomiędzy stacjami Zhouhai Lu i Dongjing Lu. Została otwarta 29 grudnia 2007.